# Mustelowate
Mustelowate (Triakidae) – rodzina drapieżnych ryb chrzęstnoszkieletowych zaliczana do rzędu żarłaczokształtnych (Carcharhiniformes). Wyodrębniona z rodziny żarłaczowatych na podstawie różnic w uzębieniu.

## Zasięg występowania
Morza strefy umiarkowanej i tropikalnej, głównie strefa przydenna (bental). Rzadko wpływają do wód słodkich.

## Cechy charakterystyczne
Ciało wydłużone, smukłe, wrzecionowate, przodem lekko spłaszczone grzbietobrzusznie. Oczy podłużno-owalne z przesłoną migawkową, tryskawki obecne. Zęby w kilku rzędach, małe, zaokrąglone, przystosowane do miażdżenia skorup. Dwie płetwy grzbietowe bez kolców. Żywią się głównie bezkręgowcami (kraby, mięczaki) i małymi rybami. Osiągają długość od około 40 cm (Iago omanensis) do 240 cm (Triakis maculata), większość nie przekracza jednak 1,5 m długości.

## Klasyfikacja
Do rodziny mustelowatych należą dwie podrodziny:
- Galeorhininae Gill, 1862
- Triakinae Gray, 1851